# 布苯丙胺
布苯丙胺（Brolamfetamine），全称二甲氧基溴安非他明（2,5-dimethoxy-4-bromoamphetamine），简称DOB，第一类精神药品。1967年被首次合成。

## 外部連結
- DOB Entry in PiHKAL （页面存档备份，存于）
- DOB Entry in PiHKAL • info
- Erowid DOB Vault （页面存档备份，存于）